# Rhabdomastix synclera
Rhabdomastix synclera är en tvåvingeart som beskrevs av Alexander 1928. Rhabdomastix synclera ingår i släktet Rhabdomastix och familjen småharkrankar. Inga underarter finns listade i Catalogue of Life.